# Otton Roczniok

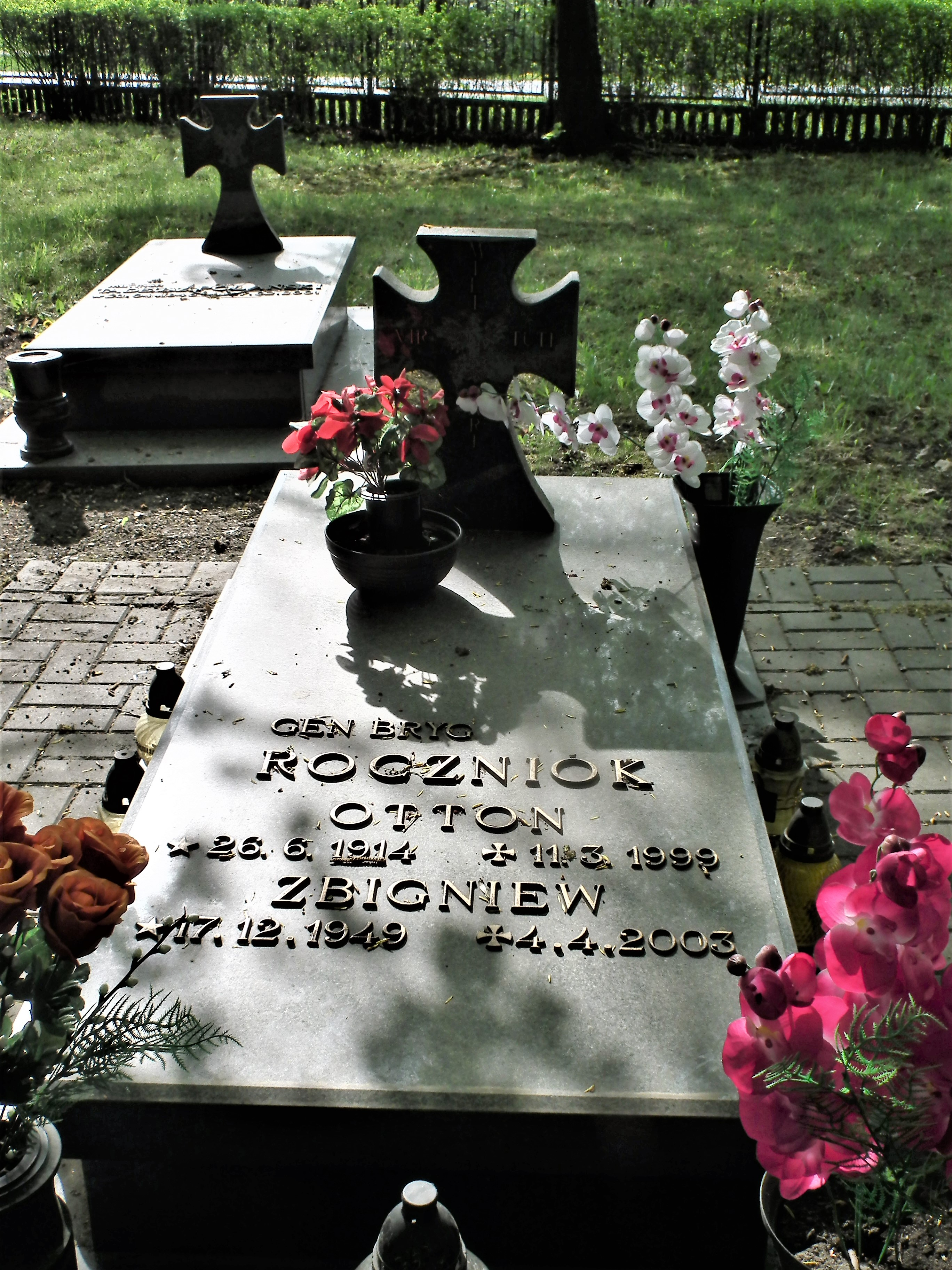
Grób na Cmentarzu garnizonowym w Katowicach

Otton Roczniok (ur. 26 czerwca 1914 w Zabrzu, zm. 11 marca 1999 w Katowicach) – generał brygady Wojska Polskiego.

## Życiorys
W 1933 ukończył Komunalne Gimnazjum Miejskie im. Stanisława Staszica w Rudzie, a trzy lata później Szkołę Podchorążych Piechoty w Komorowie. Na stopień podporucznika został mianowany ze starszeństwem z 15 października 1936 i 30. lokatą w korpusie oficerów piechoty. Dowódca plutonu w 2. kompanii 75 pułku piechoty w Rybniku.
Był adiutantem I batalionu 75 pułku piechoty w kampanii wrześniowej 1939 roku. Potem przebywał w Oflagu II C Woldenberg. Uwolniony 1 lutego 1945.
Po wojnie zgłosił się do ludowego Wojska Polskiego. W stopniu majora brał udział w Akcji Wisła dowodząc oddziałem 7 Dywizji Piechoty. W 1950 roku zajmował stanowisko szefa sztabu 11 Zmotoryzowanej Dywizji Piechoty w Żarach, potem kolejno był słuchaczem Akademii Sztabu Generalnego im. gen. broni Karola Świerczewskiego w Rembertowie, dowódcą 3 Brygady Obrony Wybrzeża w Kołobrzegu (od 6 lipca 1957 roku do 13 listopada 1958 roku), dowódcą 23 Dywizji Piechoty, a następnie 23 Dywizji Desantowej. W lipcu 1960 roku został awansowany na stopień generała brygady (nominację wręczył mu w Belwederze przewodniczący Rady Państwa Aleksander Zawadzki). Wieloletni szef Wojewódzkiego Sztabu Wojskowego w Katowicach. Od 1970 roku w stanie spoczynku.
Mieszkał w Katowicach. Od 1950 żonaty z Genowefą z domu Królik, miał syna Zbigniewa.

## Awanse
- podporucznik - 1936
- porucznik - 1945
- kapitan - 1945
- major - 1947
- podpułkownik - 1950
- pułkownik - 1955
- generał brygady - 1960

## Ordery i odznaczenia
- Krzyż Oficerski Orderu Odrodzenia Polski (1963)
- Złoty Krzyż Zasługi (1958)
- Srebrny Krzyż Zasługi
- Medal za Odrę, Nysę, Bałtyk
- Medal za Warszawę 1939–1945
- Medal 10-lecia Polski Ludowej
- Medal 30-lecia Polski Ludowej
- Medal 40-lecia Polski Ludowej
- Złoty Medal „Siły Zbrojne w Służbie Ojczyzny” (1968)
- Srebrny Medal „Za zasługi dla obronności kraju” (1968)
- Odznaka honorowa "Za zasługi dla Gdańska" (1960)[3]